# Lausanne Université Club Rugby
 (décembre 2018).
Actualités
Le Lausanne Université Club Rugby, couramment abrégé en LUC Rugby, est un club suisse romand de rugby à XV. Il évolue depuis 2011 en Ligue nationale A (LNA), le plus haut niveau suisse.

## Histoire
En 1971, Jacques Poudevigne, alors étudiant à l’École polytechnique fédérale de Lausanne (EPFL), créa le premier club de rugby universitaire suisse à Lausanne. Le Lausanne Université Club Rugby était né.
Aucun championnat universitaire de rugby à XV n'existant en Suisse, le LUC Rugby a depuis ses débuts joué dans le championnat suisse ordinaire. 

## Palmarès
- 2010 : Titre de champion de LNC et accession en LNB[1].
- 2011 : Titre de champion de LNB et accession en LNA[2].
- 2016 : Demi-finale de LNA et finale de Coupe suisse[3].